# Carltheater
Il Carltheater era un teatro di Vienna. Si trovava nella periferia di Leopoldstadt in Praterstraße 31 (a quel tempo chiamata Jägerzeile).

## Storia
Fu il successore del Leopoldstädter Theater. Dopo una serie di difficoltà finanziarie, quel teatro fu venduto nel 1838 al regista Carl Carl, che continuò a gestirlo in parallelo al suo Theater an der Wien fino al 1845. Due anni dopo l'edificio fu parzialmente demolito e ricostruito sulla base dei progetti degli architetti August Sicard von Sicardsburg e Eduard van der Nüll, che in seguito avrebbero progettato l'Opera di Stato di Vienna.
Il teatro fu aperto con il nome di Carltheater nello stesso anno, il 1847. Molti pezzi dell'Alt-Wiener Volkstheater di Johann Nepomuk Nestroy furono eseguiti qui in anteprima; tra il 1854 e il 1860, Nestroy fu il direttore del teatro. Negli anni successivi molti noti drammaturghi viennesi scrissero lavori per il Carltheater e rafforzarono la sua fama di teatro d'opera preferito per le pieces popolari e le operette viennesi. Durante questo periodo d'ascesa del teatro, il direttore fu Hugo Felix dal 1890 al 1906. 
Dopo un rapido cambio di registi nel XX secolo, il teatro divenne non più redditizio e fu infine chiuso nel 1929.
Nel 1944 l'auditorium del teatro fu quasi completamente distrutto in un attentato dinamitardo. La facciata artisticamente preziosa, tuttavia, era ancora quasi praticamente intatta dopo la guerra. Nel 1951 fu demolito insieme ad un edificio vicino che non era stato danneggiato durante la guerra. Oggi il sito ospita l'edificio di "Galaxy". Qualche anno fa c'era una targa in Praterstraße, che segnava l'antica sede del teatro, ma ora è sparita.

## Opere presentate in anteprima
- Die schlimmen Buben in der Schule, burlesque in un atto, di Johann Nestroy, il dicembre 10, 1847.
- Freiheit in Krähwinkel, "farsa con canzoni" di Johann Nestroy, il 1 luglio 1848.
- Judith und Holofernes, "travesti con canzoni" di Johann Nestroy, il 13 marzo 1849.
- Tannhäuser, opera pastiche di Johann Nestroy, 1857
- Das Corps der Reche, operetta di Franz von Suppé, il 5 marzo 1864
- Dinorah, oder die Turnerfahrt nach Hütteldorf, opera parodia di Franz von Suppé, il 4 maggio 1865
- Die schöne Galathee, operetta di Franz von Suppé il 9 settembre 1865
- Leichte Kavallerie, operetta di Franz von Suppé, il 21 marzo 1866
- Die Freigeister, operetta di Franz von Suppé, il 23 ottobre 1866
- Banditenstreiche, operetta di Franz von Suppé, il 27 aprile 1867
- Die Frau Meisterin, operetta di Franz von Suppé, il 20 gennaio 1868
- Tantalusqualen, operetta di Franz von Suppé, il 3 ottobre 1868
- Isabella, operetta di Franz von Suppé, il 5 novembre 1869
- Lohengelb, oder Die Jungfrau von Dragant (Tragant), operetta di Franz von Suppé, il 30 novembre 1870
- Cannebas, operetta di Franz von Suppé, il 2 novembre 1872
- Fatinitza, operetta di Franz von Suppé, il 5 gennaio 1876
- Prinz Methusalem, operetta comica di Johann Strauss II, il 3 gennaio 1877
- Der Teufel auf Erden, operetta di Franz von Suppé, il 5 gennaio 1878
- Boccaccio, opera di Franz von Suppé, il 1 febbraio 1879
- Donna Juanita, operetta di Franz von Suppé, il 21 febbraio 1880
- Die Carbonari, operetta di Carl Zeller, il 27 novembre 1880
- Wiener Kinder, operetta còmica di Carl Michael Ziehrer, il 19 febbraio 1881
- Der Gascogner, operetta di Franz von Suppé, il 22 marzo 1881
- Das Herzblättchen, operetta di Franz von Suppé, il 4 febbraio 1882
- Der Vagabund, operetta di Carl Zeller, il 30 ottobre 1886
- Die Jagd nach dem Glück, operetta di Franz von Suppé, il 27 ottobre 1888
- Ein Deutschmeister, operetta di Carl Michael Ziehrer, il 30 novembre 1888
- Das Modell, operetta di Franz von Suppé, il 4 ottobre 1895
- Das Neue Ghetto di Theodor Herzl, 1898
- Wiener Blut, operetta di Johann Strauss II, il 25 ottobre 1899
- Die drei Wünsche, operetta di Carl Michael Ziehrer, il 9 marzo 1901
- Das süße Mädel, operetta di Heinrich Reinhardt, il 25 ottobre 1901
- Der Rastelbinder, operetta di Franz Lehár, il 20 dicembre 1902
- Der Göttergatte, operetta di Franz Lehár, il 20 gennaio 1904
- Die lustigen Nibelungen, operetta burlesque di Oscar Straus, il 12 novembre 1904
- Der Schätzmeister, operetta di Carl Michael Ziehrer, il 10 dicembre 1904
- Krieg im Frieden, operetta di Heinrich Reinhardt, il 24 gennaio 1906
- Ein Walzertraum, operetta di Oscar Straus, il 3 marzo 1907
- Die geschiedene Frau, operetta di Leo Fall, il 23 dicembre 1908
- Zigeunerliebe, operetta di Franz Lehár, il 8 gennaio 1910
- Alt-Wien, operetta di Joseph Lanner, il 23 dicembre 1911
- Fürst Casimir, operetta di Carl Michael Ziehrer, il 13 settembre 1913
- Polenblut, operetta di Oskar Nedbal, 1913
- Die erste Frau, operetta di Heinrich Reinhardt, il 22 ottobre 1915
- Prinzessin Ti-Ti-Pa, operetta di Robert Stolz, 1928